# Толубинский, Всеволод Иванович
Всеволод Иванович Толубинский (27 марта 1904, Тартак, Чечельницкий район — 17 апреля 1988, Киев) — советский учёный в области теплоэнергетики, доктор технических наук (1950), профессор (1951), действительный член АН УССР (10 июня 1964).

## Биография
Родился 14 (27) марта 1904 года в селе Тартак (ныне Чечельницкого района Винницкой области).
В 1927 году окончил Киевский политехнический институт. В 1929—1964 годах преподавал в нём (в 1938—1941 и 1944—1964 годах заведовал кафедрой котельных установок). Одновременно в 1939—1960 годах — заведующий отделом Института теплоэнергетики АН Украинской ССР. С 1941 по 1944 год — заведующий кафедрой котельных установок и промышленного использования тепла Среднеазиатского индустриального института. С 1963 по 1972 год — директор Института технической теплофизики АН УССР.
Умер 17 апреля 1988 года. Похоронен в Киеве на Байковом кладбище (участок № 52).

## Научная деятельность
Основные труды по вопросам теплообмена и гидродинамики, теории и конструкции топок, испарителей и парогенераторов, сжигания и комплексного использования топлива и тому подобное. Создал методы расчёта интенсивности теплообмена и критических тепловых потоков, провёл комплекс исследований теплофизики ядерных реакторов.
Автор более 200 научных трудов, среди которых 8 монографий и учебников, 70 работ изданы за рубежом.
Научные труды:
- Работа и расчёт камерных топок. - Киев, 1939;
- Комплексное энерготехнологическое использование топлива. - Киев, 1957;
- Теплотехника. - Киев, 1976 [в соавторстве];
- Теплообмен при кипении. - Киев, 1980.

## Награды
Награждён орденом Октябрьской Революции, двумя орденами Трудового Красного Знамени (1951, 1971), орденом «Знак Почета», медалями. Заслуженный деятель науки УССР (1974), лауреат премии имени Г. Ф. Проскуры АН УССР (1981).